# Cnemidophorus gaigei
Espèce
Synonymes
- Cnemidophorus lemniscatus gaigei Ruthven, 1915

Cnemidophorus gaigei est une espèce de sauriens de la famille des Teiidae.

## Répartition
Cette espèce est endémique du département de Magdalena en Colombie.

## Étymologie
Cette espèce est nommée en l'honneur de Frederick McMahon Gaige.

## Publications originales
- Ruthven, 1915 : Description of a new subspecies of Cnemidophorus lemniscatus Laurenti. Occasional Papers of the Museum of Zoology, University of Michigan, vol. 16, p. 1–4 (texte intégral).